# Symplocos austromexicana
Symplocos austromexicana är en tvåhjärtbladig växtart som beskrevs av F. Almeda. Symplocos austromexicana ingår i släktet Symplocos och familjen Symplocaceae. Inga underarter finns listade i Catalogue of Life.